# Happy Valley Territorial Park
Der Happy Valley Territorial Park ist ein Provinzpark im Nordwesten des kanadischen Nordwest-Territoriums. Abweichend von den meisten anderen kanadischen Provinzen, werden die Provinzparks im Nordwest-Territorium als Territorial Park bezeichnet. Er liegt nördlich des Polarkreises und ist der nördlichste der Territorial Parks in den Nordwest-Territorien. Nur noch der etwas südwestlich gelegene Jàk Territorial Park liegt so weit im Norden des Territoriums.
Der Park liegt im Delta des Mackenzie River, nördlich von Inuvik am Inuvik–Tuktoyaktuk Highway (Northwest Territories Highway 10), der Verlängerung des Dempster Highway (Northwest Territories Highway 8) nach Tuktoyaktuk. Westlich des Parks liegen die Richardson Mountains.
Der Park hat 34 (teilweise reservierbare) Stellplätze für Wohnmobile und Zelte und verfügt über Sanitäranlagen mit Dusche. Außerdem gehört eine sogenannte Day Use Area zum Park.